# Vadevandring
En vadevandring er en vandring på vaderne ved lavvande (ebbe). Der er flere forskellige veje mellem de danske vadehavsøer og den jyske kyst i det danske vadehav. Naturstyrelsen arrangerer f. eks. guidede ture til Langli. Fra Jylland fører en ebbevej til Mandø. Fra Sydslesvig kendes vejen mellem Amrums nordspids og Før.
Det er almindeligt at gå barfodet på vaderne eller med lukkede sko på grund af de skaldyr, der lever der. Det kan være livsfarligt at gå uden guide i Vadehavet. F. eks. kan vejen tilbage blive afskåret på grund af oversvømmede priler. En anden fare er havtåge, som kan opstå pludseligt og gøre orienteringen vanskelig eller endda umulig. Skarpe muslinger og sten kan føre til skader. Vadevandringer kan indeholde oplysninger om vadehavets biologi og tidevandets effekt på Vadehavet. Vaderne selv består af slik og sand. 